# ادی سیلوستر
ادی سیلوستر (انگلیسی: Eddy Sylvestre؛ زادهٔ ۲۹ اوت ۱۹۹۹) بازیکن فوتبال اهل فرانسه است.
از باشگاه‌هایی که در آن بازی کرده‌است می‌توان به باشگاه فوتبال اوسر، باشگاه فوتبال استاندارد لیژ، و باشگاه فوتبال نیس اشاره کرد.